# Řád Albrechtův
Řád Albrechtův (německy Albrechts-Orden) byl saský řád. Založil ho 31. prosince 1850 král Fridrich August II. Saský. Byl udělován za zásluhy o stát, umění a vědu a „za dobrou občanskou ctnost“. Od roku 1860 se uděloval i za vojenské zásluhy. Pojmenován je po vévodovi Albrechtu Srdnatém. Řád zanikl s pádem monarchie v Německu po první světové válce.

## Vzhled řádu
Odznakem je zlatý bíle smaltovaný tlapatý kříž, jehož dolní rameno je prodlouženo. Mezi rameny kříže je umístěn zelený dubový věnec. V bílém středovém medailonu je znázorněno zlaté poprsí Albrechta Srdnatého, okolo nějž se vine nápis ALBERTUS ANIMOSUS (Albrecht Smělý). Na zadní straně je pak korunovaný saský zemský znak a datum založení. Velkokříž a komtur mají kříž převýšený zlatou korunou.
Hvězda velkokříže je stříbrná a osmicípá, střed je totožný se středovým medailonem na odznaku. Hvězda komtura je stejná, ale čtyřcípá.
Stuha zelená s bílými postranními pruhy.

## Dělení
Původně měl řád 5 tříd. 18. března 1858 byl malý kříž přejmenován na čestný kříž, k tomu byly přidány zlatá a stříbrná medaile za zásluhy. V roce 1876 byla zlatá medaile nahrazena Albrechtovým křížem. 11. června 1890 byla pak přidána třída důstojnického kříže.
- Velkokříž - velkostuha, hvězda
- Komtur I. třídy - u krku, hvězda
- Komtur II. třídy - u krku
- Důstojnický kříž - na prsou
- Rytíř - na prsou
- Malý (čestný) kříž - na prsou, stříbrný kříž